# Science History Institute

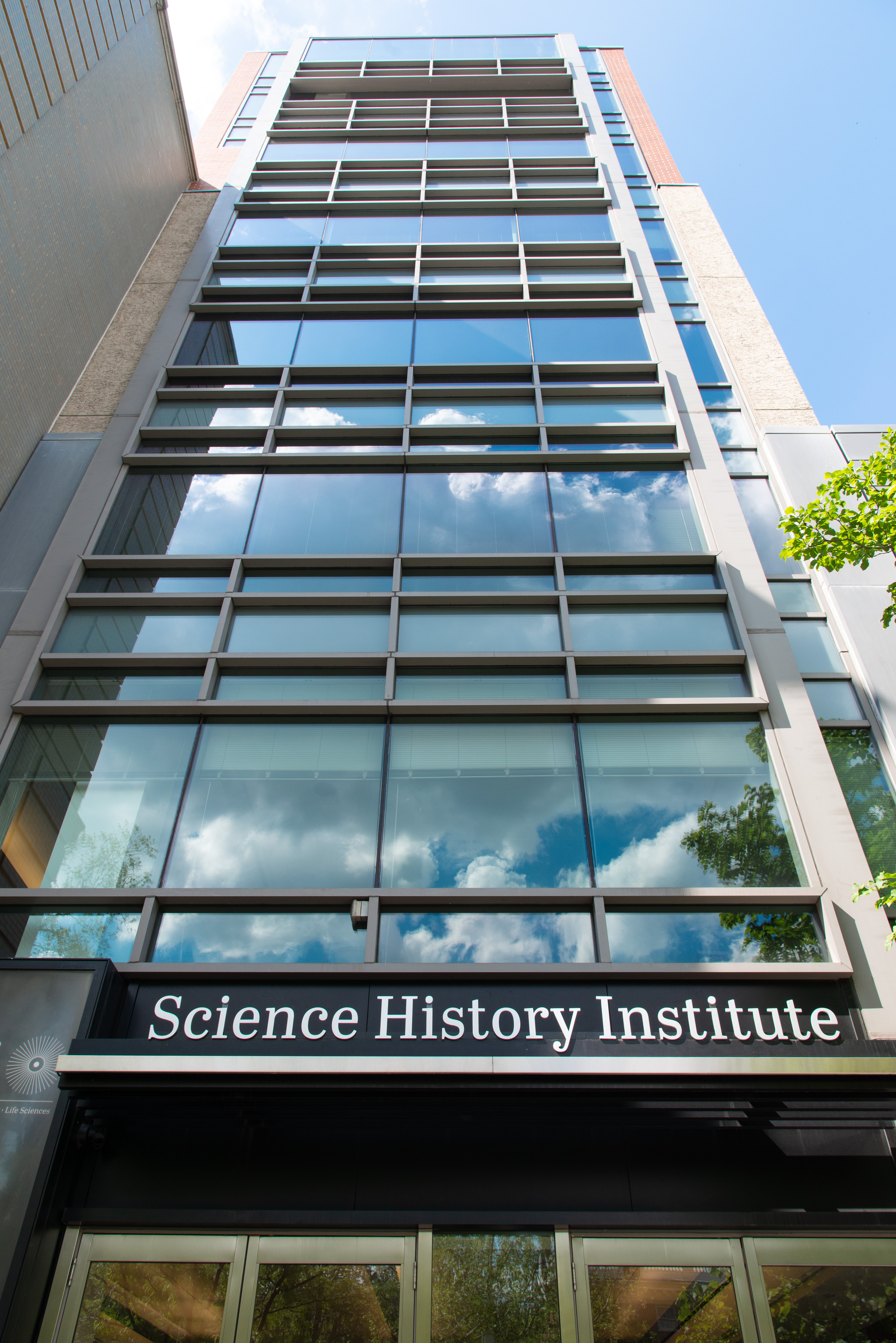
Sitz von Verwaltung und Museum, 2018

Das Science History Institute ist eine Non-Profit-Organisation, die 1982 als Center for the History of Chemistry von der University of Pennsylvania und der American Chemical Society gegründet wurde, um die Geschichte der Chemie und angrenzender Wissenschaften zu pflegen. 1984 stieß auch das American Institute of Chemical Engineers als Sponsor hinzu und der Name Chemical Heritage Foundation wurde 1992 gewählt. Sitz ist Philadelphia und Gründungspräsident war Arnold Thackray. 2015 beschlossen sie die Fusion mit der Life Sciences Foundation, die sich mit den biologischen Wissenschaften befasste, und es erfolgte die Umbenennung in die heutige Bezeichnung.
Von 2013 bis Mitte 2016 war der Bielefelder Wissenschaftshistoriker Carsten Reinhardt Präsident der Organisation. Seit Januar 2017 ist der Brite Robert G. W. Anderson Direktor der Stiftung.
Angeschlossen ist eine Bibliothek (benannt nach einem der Hauptsponsoren Donald F. Othmer), das Roy Eddleman Institute for Interpretation and Education (für Bildungsprogramme, Publikationsreihen und das Museum der CHF in Philadelphia), das Center for Contemporary History and Policy und ihr Forschungszentrum, das Arnold and Mabel Beckman Center for the History of Chemistry.
Für besondere Leistungen im Umfeld der Chemie vergibt die CHF die Othmer-Goldmedaille, für Leistungen auf dem Gebiet der Biotechnologie den Biotechnology Heritage Award.